# Aulacomyia infuscata
Aulacomyia infuscata là một loài Trichoptera hóa thạch trong họ Sericostomatidae.